# Lil' Kleine
Jorik Scholten alias Lil' Kleine, né le 15 octobre 1994 à Amsterdam, est un rappeur et acteur néerlandais. Il a notamment collaboré avec Ronnie Flex pour créer la chanson Drank & Drugs.

## Biographie
Jorik Scholten est né le 15 octobre 1994 dans le quartier Nieuwmarkt d'Amsterdam, aux Pays-Bas. À l'âge de un an, il a été diagnostiqué avec une leucémie dans son dos qui a nécessité une intervention chirurgicale. Il a passé les sept premières années de sa vie à De Wallen, déménageant à Amsterdam-Oost avec son père après le divorce de ses parents.
Il a participé au programme Praatjesmakers, a joué un rôle dans le film Diep (2005) et a été invité dans la série policière Van Speijk (2007). En 2012, il a sorti son EP Tuig van de richel. Il a également participé au programme Ali B op Volle Toeren, dans lequel il a interprété la chanson Zo verdomd alleen par Danny de Munk avec Brownie Dutch et Ali B. L'enregistrement studio, avec De Munk, est rentré dans le  Single Top 100. Cette année-là, il a également eu un rôle d'invité dans la série télévisée Van God Los. En 2013, avec Joelito Cortes, il sort son premier single à Top Notch, intitulé Verliefd op je moeder. Depuis 2014, il présente le programme Hip Hop NL sur Xite.
Avec d'autres rappeurs de Top Notch, il a produit plusieurs chansons sur Schiermonnikoog en février 2015. Cela a été suivi par l'album New Wave, d'où sont sortis les singles Zeg dat niet et Drank & Drugs. Les deux ont atteint les charts néerlandais.
Il annonce le 16 février 2018, sur son Instagram, qu'il sera coach dans la 9e saison de The Voice of Holland.

## Discographie

### Albums studio
- 2016 : WOP!
- 2017 : Alleen

### EP
- 2012 : Tuig van de richel

### Singles
- 2015 : Mist & Regen feat. Ronnie Flex
- 2015 : Bericht feat. Frenna
- 2015 : 43 feat. Bokoesam et D-Double
- 2015 : Bel me op feat. Ronnie Flex
- 2015 : Alleen feat. Ronnie Flex et Sjaak
- 2016 : Stripclub feat. Ronnie Flex
- 2016 : Drank & Drugs feat. Ronnie Flex

## Filmographie
- 2005 : Diep
- 2007 : Van Speijk
- 2013 : Van God Los
- 2015 : De Boskampi's
- 2015 : Prins
- 2016 : Mannenharten 2
- 2016 : Renesse